# Bataille de la Moulouya
 (juin 2020).
Conflits algéro-chérifiens
Batailles
La bataille de la Moulouya a eu lieu en mai 1692,, au gué de la Moulouya. Elle opposa les armées du Sultan alaouite Ismaïl ben Chérif à celles du Dey d'Alger Hadj Chabane. Elle se déroula dans le contexte d'une tentative de conquête de Tlemcen par les Alaouites.

## Contexte
Le Hadj Chabanee venait d'être élu dey par la Taïfa des Raïs. Il déclara la guerre au sultan du Maroc Mouley Ismaïl, qui venait parfois ravager son territoire et, dans le contexte des troubles survenus dans le pays dans les dix années précédentes, avait cherché à étendre son territoire vers Tlemcen.
Selon Auguste Cour (1904), Mouley Ismaïl aurait cherché également à faire reconnaitre son « égalité religieuse » avec le sultan de Constantinople aux yeux des européens. L'alliance de la France et de la Turquie le dérangeait : en effet, le chérif marocain aimerait devenir l'allié de la France et d'autres puissances chrétiennes de l'époque puisque ces alliances pourraient lui être utiles contre l'Espagne ou en cas de guerre contre les Algériens. Cependant, le sultan de Constantinople de l'époque aurait refusé d'accorder à Mouley Ismaïl le titre sultan, ne lui accordant que le titre de souverain de Fès.
Mouley Ismaïl, qui aurait même fait alliance avec le Bey de Tunis, apprit l'arrivée du Hadj Chabane alors qu'il se trouvait à Oujda. Il revint sur ses pas, mais l'armée algérienne l'atteignit et lui livra bataille à un gué de la Moulouya.

## Déroulement
Le dey marcha contre Mouley Ismaïl avec 10 000 janissaires et 3 000 spahis ainsi qu'un contingent de kabyles zouaoua. L'armée marocaine était composée de 14 000 fantassins et 8 000 cavaliers. Malgré leur infériorité numérique, les Algériens vainquirent les Marocains et en tuèrent 5 000,,, tandis qu'eux-mêmes n’en perdaient qu’une centaine.
Léon Galibert en fait le récit suivant:

« Ce fut au roi de Maroc, qui venait parfois ravager son territoire, que le nouveau dey Chaaban déclara la guerre : il se porte à cet effet sur la frontière de l'ouest avec 10 000 janissaires et 3 000 spahis. Les Algériens y rencontrèrent l'armée ennemie, qui était forte de 14 000 fantassins et 8 000 chevaux ; malgré l'infériorité de leur nombre, ils attaquèrent vigoureusement les Marocains et leur tuèrent 5 000 hommes ; les Algériens n'en perdirent qu'une centaine. »